# فاماست
فاماسب (که به اشتباه فاماست هم بدان گفته می‌شود) روستایی است در شهرستان نهاوند در استان همدان در غرب ایران. این روستا در ۲۲ کیلومتری جنوب شرقی شهر نهاوند در دامنه‌های شمالی ارتفاعات کوه گرین از رشته کوهای زاگرس قرار گرفته‌است.

## نام فاماسب
درخصوص وجه تسمیه روستای فاماسِب (که به زبان محلی به آن پاماس می‌گویند) بایستی عنوان کرد که واژه فاماسِب از نام جاماسب (وزیر و مشاور دانشمند گشتاسب پدر اسفندیار پهلوان روئین‌تن ایرانی) گرفته شده‌است که به مرور زمان از جاماسِب به فاماسِب تغیییر یافته‌است. در لغت‌نامه دهخدا هم مدخلی با عنوان فاماست. وجود دارد:
همچنین، در پایگاه اطلاع‌رسانی تاریخ و فرهنگ ایران ردیف ۷۳، از نام «فاماست» به عنوان یکی از نام‌های کهن و باستانی ایران زمین یاد شده‌است:
در طول تاریخ نام‌های مختلفی به سرزمینی که روستای کنونی پاماس می‌باشد گفته شده‌است.
در تقسیمات کشوری نیز به نام گاماسب. خوانده شده‌است.
این روستا دارای آب و هوای مطبوعی بوده و یکی از مناطق کوهستانی خوش آب هوای شهرستان نهاوند به‌شمار می‌رود که دارای زمستان‌های نسبتاً سرد و تابستان‌های خنک و معتدل می‌باشد.
بر مبنای مدارک موجود و سنگ نوشته‌ها، حداقل بیش از هزار سال است که روستا به همین نام خوانده می‌شود.

## موقعیت جغرافیایی
فاماسب در موقعیت ۴۸ درجه و ۲۷ دقیقه طول شرقی و ۳۴ درجه و ۰۲ دقیقه عرض شمالی قرار دارد. اختلاف ساعت آن با تهران ۱۳ دقیقه و ۲۱ ثانیه می‌باشد. فاماسب از شمال به شهرهای نهاوند و ملایر و از شرق به بروجرد، از غرب به نور آباد لرستان و از جنوب به استان لرستان محدود است.

زمستان در فاماست

## وسعت
برآوردهای آماری وسعت روستا فاماست را در سال ۶۵–۶۴، حدود ۷ کیلومتر مربع نشان می‌دهد.

## مردم
مردم این روستا از چند طایفه لر تشکیل شده‌اند و به زبان لری سخن می‌گویند.

## جمعیت
بنابر سرشماری مرکز آمار ایران، جمعیت فاماست در سال ۱۳۸۵. برابر با ۱۰۸۱ نفر بوده‌است که از این میان ۵۴۷ نفر مرد و بقیه زن بوده‌اند. این روستا ۴۵۰ خانوار دارد و چندین برابر جمعیت فعلی آن به شهرهای بزرگ و کوچک مهاجرت کرده‌اند.

## محصولات
صنایع‌دستی فاماسب شامل قالیبافی در زمان‌های نه چندان دور بوده‌است و قالی‌هایی با طرح سنتی در این روستا تولید می‌شده‌است که کمابیش با مهاجرت روستائیان و رواج زندگی شهری به دست فراموشی سپرده شده‌است. عسل، کره و روغن از لبنیات دامی از محصولات این روستا است. محصولات کشاورزی فاماسب شامل گردو، بادام، انگور، هلو، زردآلو و انواع غلات و حبوبات می‌باشد.

## تأسیسات زیربنایی
سد بتونی و مخزنی فاماسب در سال ۱۳۹۶ توسط اهالی روستا و جهاد سازندگی نهاوند به منظور جمع‌آوری سیلاب‌های فصلی، و آب چشمه‌ها ساخته شده‌است. فاماسب دارای چندین چشمه است که مهم‌ترین و پرآب‌ترین آن‌ها سرآب نام دارد. سرآب سالیان سال تأمین‌کننده آب شرب اهالی روستا و آبیاری زمین‌های آن‌ها بوده‌است. با کم شدن آب چشمه به علت پایین رفتن سفره آب‌های زیرزمینی، حفر چاه‌های غیرمجاز، برداشت بیش از اندازه آب و مسائل بهداشتی هم‌اکنون سرآب فقط مصارف کشاورزی دارد.

## وضعیت ارتباطات
روستای فاماسب دارای یک جاده آسفالته از جاده نهاوند- بروجرد به سمت فاماسب می‌باشد. خیابان‌ها و کوچه‌های روستا آسفالت نشده‌اند.
فاماسب دارای خطوط تلفن ثابت و پوشش موبایل می‌باشد. یک دکل مخابراتی کل فاماسب و روستاهای اطراف را پوشش می‌دهد.

## خدمات عمومی
مجموعه ورزشی فاماسب  شامل زمین فوتبال و لوازم ورزشی و تفریحی برای کودکان است.

## بازی‌های محلی
همچنین بازی‌های محلی فاماسب شامل گزو، هیلو، فرتو، کوشک، دوز بازی، برد قماره، گل وسط، بالا بلندی، هفت‌سنگ و … می‌باشد.

## مراسم مذهبی
مراسم محرم که شامل روضه خوانی در ده روز و حرکت هیئت عزاداری در روز عاشورا از درب حسینیه و مسجد گرداگرد روستا و برگشت به سمت خیمه‌های نمادین می‌باشد. مراسمات مذهبی در ماه رمضان نیز در مسجد روستا برگزار می‌باشد.

## اماکن گردشگری و تفریحی
از اماکن گردشگری روستا می‌توان به سرآب روستا، کوهستان و دره‌های بکر و سرسبز، باغات انگور، گردو و بادام، هلو و زردآلو اشاره کرد.
یکی از مکان‌های گردشگری تپه مرتفعی است که در زبان محلی به آن کلو (کلاه) گفته می‌شود و امروزه از آن به عنوان سایت پاراگلایدر یا پرش با چتر نجات از ارتفاع ثابت، استفاده می‌شود.

## نقشه ماهواره‌ای فاماست
- Maps Famast
- مختصات وارتفاع